# Julian Usano
Julian Usano Martinez (Museros, 8 juli 1976) is een Spaans voormalig professioneel wielrenner. Hij behaalde geen enkele professionele overwinning.

## Resultaten in voornaamste wedstrijden
| Jaar | Ronde van Italië | Ronde van Frankrijk | Ronde van Spanje |
| ---- | ---------------- | ------------------- | ---------------- |
| 2002 |                  |                     |                  |
| 2003 | 87e              | 142e                |                  |

| Jaar | Milaan-San Remo | Ronde van Vlaanderen |
| ---- | --------------- | -------------------- |
| 2002 |                 | 101e                 |
| 2003 | 155e            |                      |